# فلهلم تل (مسرحية)

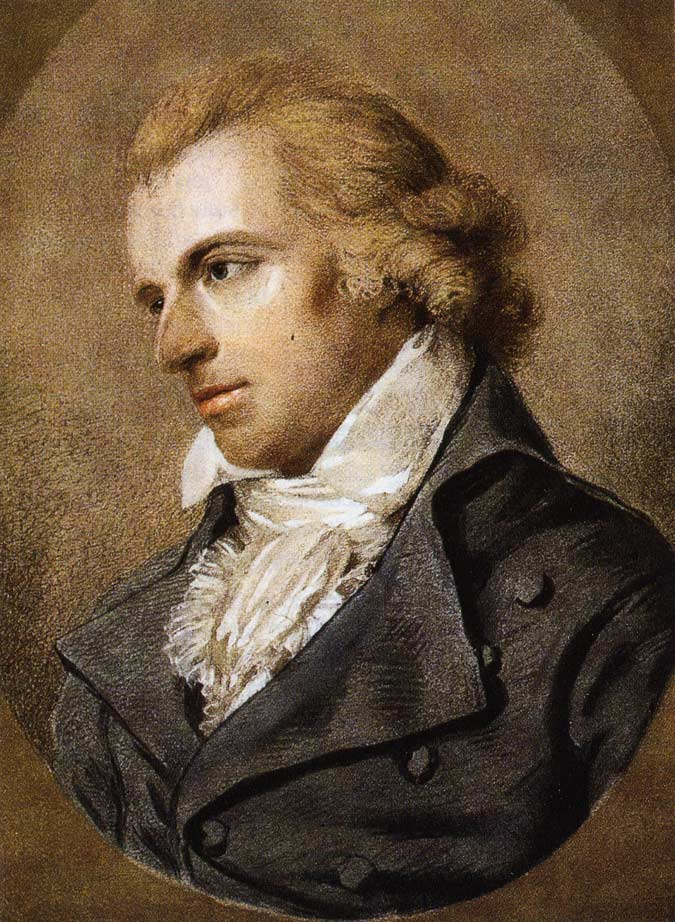
فريدرش شيلر

فلهلم تل (بالألمانية: Wilhelm Tell) تمثيلية من تأليف الكاتب المسرحي الألماني فريدرش شيلر (1759-1805)، القصة تتمحور حول الشخصية الأسطورية السويسرية «وليام تيل» الذي ناضل من أجل استقلال سويسرا من إمبراطورية هابسبورغ في بدايات القرن الرابع عشر. كتب شيلر المسرحية بين 1803 وعام 1804، ونُشرت الطبعة الأولى من المسرحية من 7000 نسخة في نفس العام، وبعد نشرها ترجمت مسرحية شيلر إلى عدد من اللغات من ضمنها اللغة السلوفينية والتركية والرومانشية والعبرية. ساعد شيلر في الكتابة عن فلهلم تل معرفته الشخصية كونه مؤرخاً وهو لم يزر سويسرا مطلقاً، إضافة إلى زوجته التي كانت لها تجربة شخصية في سويسرا، وبفضل رحلة صديقه غوته إلى سويسرا.

## وصلات خارجية
| - فلهلم تل، على كتب جوجل. - فلهلم تل، على مشروع جوتنبرج. - فلهلم تل، على أرشيف الإنترنت. - فلهلم تل، على الفهرس العالمي. | - فلهلم تل، على موقع أمازون. - فلهلم تل، على جود ريدز. - فلهلم تل، على مكتبة جامعة هارفارد. - فلهلم تل، على مكتبة جامعة ميشيغان. |  |